# FC De Zeven Zele
FC De Zeven Zele was een Belgische voetbalclub uit Zele. De club sloot in 1968 aan bij de KBVB met stamnummer 7170.
In 1970 fuseerde de club met KFC Scela Zele en KSK Zele  tot KFC Eendracht Zele.

## Geschiedenis
FC De Zeven Zele werd in maart 1968 opgericht en sloot eind mei 1968 aan bij de KBVB.
De club zou slechts twee seizoenen bestaan, in het eerste seizoen werd een tiende plaats in Derde Provinciale behaald, toen nog de laagste reeks. 
In 1969 werd in Oost-Vlaanderen een vierde provinciaal niveau ingevoerd en daar werd FC De Zeven eveneens tiende.
In 1970 besloot men met twee andere Zeelse clubs, KFC Scela Zele en KSK Zele, te fusioneren en KFC Eendracht Zele te vormen. Men ging verder onder het stamnummer van KSK Zele (1046).